# Prison centrale de Bukavu
Pour les articles homonymes, voir Makala.
La prison centrale de Bukavu  est une maison carcérale située dans la ville de Bukavu, dans la commune d’Ibanda, quartier ndendere, avenue  de l'abattoire  , en République démocratique du Congo. construite en 1924 par les colonisateurs belges,elle est devenue opérationnelle vers 1928 avec une capacité initiale d’accueil d’environ 500 détenus.

## Historique et statut juridique
La prison est régie par l’ordonnance loi n° 65/344 du 17 septembre 1965 portant régime pénitentiaire. Elle relève du ministère de la Justice et des Droits humains de la RDC et est gérée par la division provinciale compétente. Sa mission principale est l’exécution des peines prononcées par la justice, tout en assurant la détention provisoire des prévenus.

## Infrastructures et capacité
La prison dispose officiellement d’une capacité d’accueil d’environ 500 détenus, répartis dans 12 cellules dont seulement 5 sont opérationnelles, le reste des détenus étant logé dans des dortoirs surpeuplés. Cette capacité est largement dépassée, avec une population carcérale estimée à plus de 2 170 détenus en 2024, incluant environ 67 femmes, 7 nourrissons, et 68 mineurs. Ce surpeuplement engendre des conditions de détention difficiles, notamment en termes d’hygiène, de nutrition, et d’accès aux soins médicaux,,.

## Impact de l’offensive du M23 en 2025
En février 2025, la situation sécuritaire de Bukavu a été profondément bouleversée par l’offensive militaire du groupe rebelle M23. Après avoir pris le contrôle de la ville, les rebelles ont provoqué un incendie à la prison centrale, qui a failli la détruire complètement. Grâce à l’intervention du chapelain et de religieuses, les flammes ont été partiellement maîtrisées, évitant une destruction totale de l’établissement.
Cet incendie a permis l’évasion massive d’environ 2 278 détenus, parmi lesquels figuraient de nombreux prisonniers à haut risque, notamment des membres de groupes armés et des criminels de guerre présumés. Cette évasion a considérablement déstabilisé la sécurité locale, aggravant la situation déjà fragile dans la région.